# سیارک ۶۷۴۲
سیارک ۶۷۴۲ (به انگلیسی: 6742 Biandepei، نامگذاری:1994GR) شش هزار و هفتصد و چهل و دومین سیارک کشف شده‌است که در ۸ آوریل ۱۹۹۴ کشف شد.
قدر مطلق سیارک برابر ۱۳٫۲۰ است.